# Puchar Europy w Lekkoatletyce 1970 – półfinał kobiet (Herford)
Półfinał pucharu Europy w lekkoatletyce w 1970 kobiet odbył się 2 sierpnia w Herford. Był to jeden z trzech półfinałów. Pozostałe odbyły się w Berlinie i Bukareszcie.
Wystąpiło sześć zespołów, z których dwa najlepsze awansowały do finału.

## Klasyfikacja generalna
| Poz. | Reprezentacja | Punkty |
| ---- | ------------- | ------ |
| 1    | RFN           | 74     |
| 2    | Węgry         | 52     |
| 3    | Bułgaria      | 48     |
| 4    | Szwecja       | 46     |
| 5    | Jugosławia    | 32     |
| 6    | Belgia        | 21     |

## Wyniki indywidualne
Kolorami oznaczono zawodniczki reprezentujące zwycięskie drużyny.

### Bieg na 100 metrów
| Lp. | Państwo    | Zawodniczka         | Wynik |
| --- | ---------- | ------------------- | ----- |
| 1.  | RFN        | Ingrid Mickler      | 11,7  |
| 2.  | Węgry      | Györgyi Balogh      | 12,0  |
| 3.  | Szwecja    | Elisabeth Randerz   | 12,3  |
| 4.  | Bułgaria   | Iwanka Wyłkowa      | 12,3  |
| 5.  | Belgia     | Francine Van Assche | 12,4  |
| 6.  | Jugosławia | Jelica Pavličić     | 12,7  |

### Bieg na 200 metrów
| Lp. | Państwo    | Zawodniczka         | Wynik |
| --- | ---------- | ------------------- | ----- |
| 1.  | Węgry      | Györgyi Balogh      | 23,6  |
| 2.  | RFN        | Rita Jahn           | 23,9  |
| 3.  | Szwecja    | Karin Lundgren      | 24,2  |
| 4.  | Belgia     | Francine Van Assche | 24,3  |
| 5.  | Bułgaria   | Iwanka Wenkowa      | 24,8  |
| 6.  | Jugosławia | Jelica Pavličić     | 25,2  |

### Bieg na 400 metrów
| Lp. | Państwo    | Zawodniczka      | Wynik |
| --- | ---------- | ---------------- | ----- |
| 1.  | RFN        | Christel Frese   | 53,5  |
| 2.  | Szwecja    | Karin Lundgren   | 54,7  |
| 3.  | Jugosławia | Đulesma Bašić    | 55,7  |
| 4.  | Węgry      | Magdolna Kulcsár | 56,0  |
| 5.  | Bułgaria   | Swetła Złatewa   | 56,2  |
| 6.  | Belgia     | Lieve Ducatteeuw | 56,4  |

### Bieg na 800 metrów
| Lp. | Państwo    | Zawodniczka        | Wynik  |
| --- | ---------- | ------------------ | ------ |
| 1.  | RFN        | Hildegard Janze    | 2:04,1 |
| 2.  | Jugosławia | Vera Nikolić       | 2:05,2 |
| 3.  | Szwecja    | Anne-Marie Nenzell | 2:06,4 |
| 4.  | Bułgaria   | Tonka Petrowa      | 2:07,0 |
| 5.  | Węgry      | Mária Budavári     | 2:07,1 |
| 6.  | Belgia     | Francine Peyskens  | 2:12,7 |

### Bieg na 1500 metrów
| Lp. | Państwo    | Zawodniczka               | Wynik  |
| --- | ---------- | ------------------------- | ------ |
| 1.  | RFN        | Christa Merten            | 4:20,0 |
| 2.  | Bułgaria   | Wasiłena Amzina           | 4:22,3 |
| 3.  | Węgry      | Sára Szenteleki-Ligetkuti | 4:23,0 |
| 4.  | Jugosławia | Veselinka Milošević       | 4:23,7 |
| 5.  | Szwecja    | Lena Sjöstedt             | 4:28,7 |
| 6.  | Belgia     | Lutgarde Van Brempt       | 4:49,5 |

### Bieg na 100 metrów przez płotki
| Lp. | Państwo    | Zawodniczka          | Wynik |
| --- | ---------- | -------------------- | ----- |
| 1.  | RFN        | Heide Rosendahl      | 13,8  |
| 2.  | Szwecja    | Gun Olsson           | 14,0  |
| 3.  | Bułgaria   | Iwanka Koszniczarska | 14,1  |
| 4.  | Jugosławia | Emina Pilav          | 14,3  |
| 5.  | Węgry      | Katalin Balogh       | 14,4  |
| 6.  | Belgia     | Nora Mommens         | 15,3  |

### Sztafeta 4 × 100 metrów
| Lp. | Państwo    | Zawodniczki                                                          | Wynik |
| --- | ---------- | -------------------------------------------------------------------- | ----- |
| 1.  | RFN        | Annegret Irrgang Christine Tackenberg Rita Jahn Annelie Wilden       | 44,6  |
| 2.  | Węgry      | Erzsébet Bartos Judit Szabó Györgyi Balogh Katalin Papp              | 45,2  |
| 3.  | Szwecja    | Anneli Olsson Gun Olsson Karin Lundgren Elisabeth Randerz            | 45,8  |
| 4.  | Bułgaria   | Iwanka Wyłkowa Iwanka Wenkowa Sofka Kazandżiewa Iwanka Koszniczarska | 46,7  |
| 5.  | Belgia     | Francine Van Assche Magda Present Rozika Verberck Anita Verzeele     | 47,2  |
| 6.  | Jugosławia | Ljubica Mrdja Željka Anić Marica Nađ Jelica Pavličić                 | 47,4  |

### Sztafeta 4 × 400 metrów
| Lp. | Państwo    | Zawodniczki                                                                   | Wynik  |
| --- | ---------- | ----------------------------------------------------------------------------- | ------ |
| 1.  | RFN        | Heidi Gerhard Inge Eckhoff Gisela Ahlemeyer Christel Frese                    | 3:37,0 |
| 2.  | Szwecja    | Elisabeth Östberg Margareta Larsson Eva-Charlotte Malmström Elisabeth Randerz | 3:38,5 |
| 3.  | Węgry      | Magdolna Lázár Magdolna Kulcsár Marta Velekei Rozália Séfer                   | 3:40,0 |
| 4.  | Bułgaria   | Lilana Tomowa Dżena Binewa Tonka Petrowa Iwanka Nikołowa                      | 3:44,8 |
| 5.  | Jugosławia | Snježana Glavina Mirjana Radojčić Đulesma Bašić Vera Nikolić                  | 3:47,1 |
| 6.  | Belgia     | Danielle Levecque Elianne Groulard Marleen Verheuen Lieve Ducatteeuw          | 3:49,7 |

### Skok wzwyż
| Lp. | Państwo    | Zawodniczka          | Wynik |
| --- | ---------- | -------------------- | ----- |
| 1.  | Jugosławia | Snežana Hrepevnik    | 1,82  |
| 2.  | RFN        | Renate Gärtner       | 1,78  |
| 3.  | Bułgaria   | Katia Łazowa         | 1,76  |
| 4.  | Węgry      | Magdolna Csabi       | 1,70  |
| 5.  | Belgia     | Roswitha Emonts-Gast | 1,67  |
| 6.  | Szwecja    | Siv Yilman           | 1,64  |

### Skok w dal
| Lp. | Państwo    | Zawodniczka       | Wynik |
| --- | ---------- | ----------------- | ----- |
| 1.  | RFN        | Heide Rosendahl   | 6,27  |
| 2.  | Bułgaria   | Nediałka Angełowa | 5,96  |
| 3.  | Szwecja    | Birgitta Larsson  | 5,89  |
| 4.  | Węgry      | Erzsébet Forisek  | 5,86  |
| 5.  | Belgia     | Monique Vanherck  | 5,79  |
| 6.  | Jugosławia | Radojka Francoti  | 5,77  |

### Pchnięcie kulą
| Lp. | Państwo    | Zawodniczka      | Wynik |
| --- | ---------- | ---------------- | ----- |
| 1.  | Bułgaria   | Iwanka Christowa | 17,82 |
| 2.  | RFN        | Marlene Fuchs    | 16,82 |
| 3.  | Węgry      | Judit Bognár     | 15,44 |
| 4.  | Szwecja    | Gun-Britt Flink  | 13,41 |
| 5.  | Jugosławia | Gordana Ninčević | 12,83 |
| 6.  | Belgia     | Nicole De Jonghe | 11,82 |

### Rzut dyskiem
| Lp. | Państwo    | Zawodniczka       | Wynik |
| --- | ---------- | ----------------- | ----- |
| 1.  | RFN        | Liesel Westermann | 58,38 |
| 2.  | Węgry      | Jolán Kleiber     | 56,24 |
| 3.  | Bułgaria   | Wasiłka Stoewa    | 54,00 |
| 4.  | Belgia     | Maggy Wauters     | 44,02 |
| 5.  | Szwecja    | Inger Sköld       | 41,24 |
| 6.  | Jugosławia | Smiljka Vuković   | 39,66 |

### Rzut oszczepem
| Lp. | Państwo    | Zawodniczka      | Wynik |
| --- | ---------- | ---------------- | ----- |
| 1.  | Węgry      | Magda Vidos      | 55,74 |
| 2.  | RFN        | Ameli Koloska    | 55,12 |
| 3.  | Bułgaria   | Penka Zołowa     | 49,74 |
| 4.  | Szwecja    | Margareta Carell | 43,78 |
| 5.  | Jugosławia | Mirjana Kovačev  | 41,94 |
| 6.  | Belgia     | Leen Wuyts       | 38,84 |